# NGC 2899
NGC 2899 is een planetaire nevel in het sterrenbeeld Zeilen. Het hemelobject ligt 3000 lichtjaar van de Aarde verwijderd en werd op 27 februari 1835 ontdekt door de Britse astronoom John Herschel.

## Synoniemen
- PK 277-3.1
- ESO 166-PN13